# Patriot (film)
Patriot je americký historický film, který v roce 2000 natočil režisér Roland Emmerich.

## Děj
18. století, Jižní Karolína, Benjamin Martin (Mel Gibson), veterán francouzsko-indiánské války, žije poklidným životem na své farmě. Poté, co mu zemře žena, musí se sám postarat o sedm dětí. Poté, co vypukla americká Válka za nezávislost se jeho nejstarší syn Gabriel (Heath Ledger) bez svolení otce přihlásí do armády. Benjamin sám se nechce ve válce angažovat, protože stále věří, že nezávislosti lze docílit i mírovou cestou.
O dva roky později se Gabriel vrací raněný na farmu s důležitými dopisy pro důstojníky, aby se skryl. Toho večera se však nedaleko odehraje bitva mezi Brity a americkou armádou. Ráno Benjamin ošetřuje ve svém domě raněné obou bojujících stran. Následně přijíždí krutý velitel britských dragounů Wiliam Tavington (Jason Isaacs), který rozhodne, že ranění vojáci koloniální armády budou zastřeleni, dům zapálen pro výstrahu a Gabriel jako vojenský špeh a posel oběšen. Jeho mladší bratr, patnáctiletý Thomas (Gregory Smith) se pokusí Gabriela zastat, ale je Tavingtonem zastřelen.
Benjamin se rozhodne svého syna vysvobodit. Se svými syny Nathanem (Trevor Morgan) a Samuelem (Bryan Chafin) jednotce odvádějící Gabriela nadběhnou zkratkou lesem. Následně dokáží všechny vojáky vyřadit z boje a Gabriela osvobodit. Benjamin Martin se později rozhodne pro boj proti britskému agresorovi, a stále v hlavě nosí myšlenku na pomstu za svého zastřeleného syna. Své děti ponechává u Charlotty (Joely Richardson), sestry jeho zesnulé ženy a začíná organizovat domobranu, se kterou nakonec vede partyzánskou válku. Film končí zabitím Tavingtona a vítězstvím Američanů nad britskou armádou.

## Obsazení
| Mel Gibson       | Benjamin Martin             |
| Heath Ledger     | Gabriel Martin              |
| Joely Richardson | Charlotte Selton            |
| Jason Isaacs     | plukovník William Tavington |
| Chris Cooper     | plukovník Harry Burwell     |
| Tchéky Karyo     | Jean Villeneuve             |
| René Auberjonois | Reverend Oliver             |
| Lisa Brenner     | Anne Howard                 |
| Tom Wilkinson    | generál Charles Cornwallis  |
| Peter Woodward   | generál Charles O'Hara      |